# كات توريس
كات توريس (بالإنجليزية: Cat Torres)‏ هي مغنية أسترالية، ولدت في 14 يناير 1991.

## وصلات خارجية
- كات توريس على موقع ميوزك برينز (الإنجليزية)
- كات توريس على موقع ديسكوغز (الإنجليزية)